# 1479

## Родени
- 12 март – Джулиано Лоренцо Медичи, флорентински аристократ
- 25 март – Василий III, велик княз на Московското княжество
- 15 юни – Лиза дел Джокондо,
- 6 ноември – Хуана Кастилска, кралица на Кастилия

## Починали
- Антонело да Месина, италиански художник
- 20 януари – Хуан II Велики, крал на Навара, Арагон и Сицилия
- 27 март – Хорхе Манрике, испански поет